# متياس كريستوفر
متياس كريستوفر (باليونانيه: اجيوس كريستوفوروس)المبجل من قبل العديد من الطوائف المسيحية باعتباره شهيدا قد قتل في القرن الثالث من عهد الإمبراطور الروماني داكيوس (حكم 249-251)أو بدلا من ذلك تحت حكم الإمبراطور ماكسيمانوس (حكم308-313).

## نبذة
يبدو بان هناك ارتباكا بسبب التشابه بين الأسماء (DACIUS AND DAIA).تمت تسمية الكنائس والاديره باسمه بحلول القرن السابع ميلادي. من أشهر اساطيره انه قد قام بحمل طفل لم يمت له بصله وقطع به النهر، قبل ان يكشف الطفل عن نفسه بانه المسيح.ولذلك، فهو شفيع المسافرين، ويحمل البعض صورا مصغره له قد تلبس حول الرقبة، اسوره، تحمل في الجيب، أو توضع في المركبات من قبل المسيحين.

## أسطورة
ظهرت الأساطير حول حياة وموت متياس كريستوفر لأول مرة في اليونان في القرن السادس وانتشرت إلى فرنسا بحلول القرن التاسع.تم تقديم نسخه واحده من قبل  أسقف وشاعر القرن الحادي عشر والتر سباير، ولكن نشات اختلافات كثيره في القرن الثالث عشر من قبل الاسطوره الذهبيه.
وفقًا للرواية الأسطورية لحياته، كان يطلق على كريستوفر ب (Reprous)كان كنعانيا، يبلغ طوله 5 أذرع (7.5 قدم (2.3 م)قدم. طويل القامة ذو وجه مخيف. أثناء خدمته لملك كنعان، وضع نصب عينيه  هدفا ليذهب ويخدم «أعظم ملك في الوجود». ذهب إلى الملك الذي اشتهر بأنه الأعظم، لكنه في يوم من الأيام رأى الملك يحصن نفسه (وذلك عن طريق حركه باليد يحاكي بها شكل الصليب)عند ذكر الشيطان. فلما علم أن الملك يخاف من الشيطان، غادر ليبحث عن الشيطان. صادف مجموعة من اللصوص، أعلن أحدهم أنه الشيطان، لذلك قرر كريستوفر خدمته. ولكن عندما رأى سيده الجديد يتجنب صليبًا على قارعة الطريق ووجد أن الشيطان يخاف المسيح، تركه واستفسر من الناس عن مكان العثور على المسيح. التقى ناسكا علمه الإيمان المسيحي. سأله كريستوفر كيف يمكنه أن يخدم المسيح. عندما اقترح الناسك الصوم والصلاة، أجاب كريستوفر أنه غير قادر على أداء هذه الخدمة. ثم اقترح الناسك أنه بسبب حجمه وقوته، يمكن أن يخدم كريستوفر المسيح من خلال مساعدة الناس على عبور نهر خطير، حيث كانوا يموتون في المحاولة. وعد الناسك بأن هذه الخدمة ستكون مرضية للمسيح..
بعد أن أدى كريستوفر هذه الخدمة لبعض من الوقت، طلب منه طفل صغير أن يأخذه عبر النهر. أثناء العبور، أصبح النهر هائجا وبدا الطفل ثقيلًا جدا، لدرجة أن كريستوفر لم يستطع حمله ووجد في نفسه صعوبة كبيرة. عندما وصل أخيرًا إلى الجانب الآخر، قال للطفل: «لقد وضعتني في خطر محدق، لا أعتقد أن العالم بأسره كان يمكن أن يكون ثقيلاً على كتفي مثلك». فأجاب الطفل: «لم يكن  على أكتافك العالم كله فقط بل من صنعه. أنا ملكك المسيح الذي كنت تخدمه بهذا العمل» ثم اختفى الطفل.
وفي وقت لاحق زار كريستوفر منطقة ليقيا lycia)) وكان هنالك عزاء للشهداء المسيحيين، وتم طلبه من قبل ملك المنطقة، وقد رفض التضحية إلى الالهه الوثنيه.حاول الملك ان يكسب مودته باعطاءه الثروة وابارسال فتاتين جميلتين  لاغرائه.قام كريستوفر باقناع الفتاتين باعتناق المسيحية، كما قد قام الالاف من سكان المدينة باعتناقها بسببه.امر الملك بقتله.عدة محاولات باءت بالفشل ولكن في النهاية لاقى كريستوفر حتفه.

## التبجيل والمحسوبية

### الليتورجيا الأرثوذكسية الشرقية
تبجل الكنيسة الأرثوذكسية الشرقية كريستوفر الليقي بيوم العيد في 9 مايو. تشير القراءة والترانيم الليتورجية إلى سجنه من قبل ديسيوس الذي يغري كريستوفر بالعاهرات قبل أن يأمر بقطع رأسه. تقرأ Kontakion في النغمة الرابعة (ترنيمة):
أنت الذي كنت مرعبا في القوة واالملامح، فمن أجل خالقك، استسلمت عن طيب خاطر لمن يطلبونك؛ لأنك أقنعتهم وأقنعت النساء اللواتي سعين لإيقاظ نار الشهوة فيك وتبعنك في طريق الاستشهاد. وفي العذاب أثبتت شجاعتك. لذلك اكتسبناك كحامينا العظيم، يا كريستوفر العظيم. 

### الليتورجيا الرومانية الكاثوليكية
قام الاستشهاد الروماني بتخصيص يوم ذكرى له يقع في ال25 من يوليو.وايضا يقوم تقويم ترايدنتين بعمل ذكرى له في نفس اليوم ولكن فقط في الجموع الخاصة.في عام 1954 تم السماح للجميع المشاركة في الاحتفال ولكن تم الغاء القرار في عام 1970كجزء من إعادة تقويم لتقويم الطقس الروماني من قبل،  Mysterii Paschalisi،motu proprio. تم وصف احتفاله بأنه ليس من التقاليد الرومانية، نظرًا للتاريخ المتأخر نسبيًا (حوالي 1550) والطريقة المحدودة التي تم بها قبوله في التقويم الروماني،  ولكن لا يزال عيده يُحتفل محليًا.

### الاثار
يدعي متحف الفن المقدس في كنيسة سانت جوستين (سفيتا جوستينا) في راب بكرواتيا أن وعاء ذخائر مطلي بالذهب يحمل جمجمة متياس كريستوفر. وفقًا لتقاليد الكنيسة، أظهر أحد الأساقف الآثار من سور المدينة في عام 1075 من أجل إنهاء حصار المدينة من قبل الجيش الإيطالي النورماندي.  

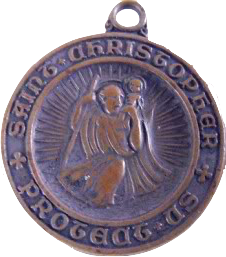
ميدالية برونزية لمتياس كريستوفر

### ميداليات
عادة ما يتم ارتداء الميداليات التعبدية التي تحمل اسم وصورة متياس كريستوفر كمعلقات، وخاصة من قبل المسافرين، لإظهار التفاني وكطلب لمباركته. كثيرا ما تُعرض التماثيل المصغرة في السيارات. في اللغة الفرنسية، هناك عبارة شائعة لمثل هذه الميداليات هي "Regarde St Christophe et va-t-en rassuré" («انظر إلى متياس كريستوفر واستمر في الاطمئنان»، وتُترجم أحيانًا إلى «انظر إلى متياس كريستوفر واذهب في طريقك بأمان»)؛ ميداليات متياس كريستوفر والبطاقات المقدسة باللغة الإسبانية تحمل عبارة "Si en San Cristóbal confías، de accidente no morirás" («إذا كنت تثق في المتياس كريستوفر، فلن تموت في حادث»).

### الرعاية العامة
يعتبر القديس كريستوفر قديسًا مشهورًا على نطاق واسع، ولا سيما من قبل الرياضيين والبحارة وقائدي العبارات والمسافرين. إنه محترم كواحد من أربعة عشر من المساعدين المقدسين. وهو يرعى الأمور المتعلقة بالسفر والمسافرين - ضد البرق والأوبئة - ورعاية الرماة؛ العزاب. البحارة. الجنود. مجلدي الكتب. الصرع. الفيضانات. تجار الفاكهة. البستانيين. موت مقدس البحارة. ناقلات السوق؛ سائقي السيارات والسائقين. البحارة. العواصف. راكبو الامواج؛  وجع الأسنان. تسلق الجبال؛ وعمال النقل.

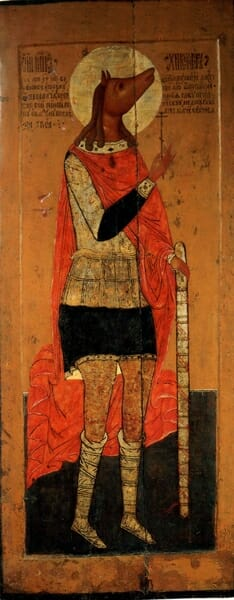
في الرموز الشرقية ، يظهر متياس كريستوفر أحيانًا برأس كلب.

### رعاية الأماكن
كريستوفر هومقدس في العديد من الأماكن، بما في ذلك: بادن ، ألمانيا؛  بارغا ، إيطاليا؛ برونزويك ، ألمانيا؛ مكلنبورغ ، ألمانيا؛ راب، كرواتيا؛ رورموند ، هولندا؛ جزيرة سانت كريستوفر (سانت كيتس)؛ الخراطيم في كاتالونيا ، إسبانيا؛ مونديم دي باستو، البرتغال؛ أجرينيون ، اليونان؛ فيلنيوس ، ليتوانيا؛ ريغا ، لاتفيا؛ هافانا ، كوبا؛ سان كريستوبال ، جمهورية الدومينيكان؛ بايتي، لاجونا، الفلبين وتيفيم، جوا، الهند

### تصوير في الفن
لأن متياس كريستوفر قدم الحماية للمسافرين وضد الموت المفاجئ، فقد وضعت العديد من الكنائس صورًا أو تماثيل له، وعادةً ما تكون مقابل الباب الجنوبي، حتى يمكن رؤيته بسهولة. عادة ما يتم تصويره على أنه رجل عملاق، مع طفل على كتفه وعصا في يد واحدة. في إنجلترا، يوجد عدد من اللوحات الجدارية لمتياس كريستوفر أكثر من أي قديس آخر؛ في عام 1904 م. أفاد كوليير، الذي يكتب لجمعية الآثار البريطانية، عن 183 لوحة وتماثيل وتمثيلات أخرى للقديس، وهو ما يفوق عددًا عن الكل ما عدا مريم العذراء.
في الأيقونات الأرثوذكسية الشرقية (وأحيانًا في الغرب)، يتم تمثيل القديس كريستوفر أحيانًا برأس كلب. وضعت خلفية كريستوفر التي ترأسها الكلب في عهد الإمبراطور دقلديانوس، عندما تم القبض على رجل يدعى Reprebus، Rebrebus أو Reprobus في القتال ضد القبائل تقطن في الغرب من مصر في برقة. من قبل وحدة الجنود، وفقًا لسرد القداسة، تم تعيين اسم numerus Marmaritarum أو «وحدة Marmaritae»، مما يشير إلى "Marmaritae" غير معروف بطريقة أخرى (ربما نفس اسم قبيلة Marmaricae البربرية في Cyrenaica). قيل إنه ضخم الحجم، برأس كلب بدلاً من رجل، على ما يبدو سمة من سمات Marmaritae. ربما كان هذا التصوير البيزنطي للقديس كريستوفر برأس كلب ناتجًا عن سوء تفسيرهم للمصطلح اللاتيني Cananeus (الكنعاني) لقراءة canineus (كلاب).
وفقًا للعاطفة الأيرلندية في العصور الوسطى لمتياس كريستوفر، «كان كريستوفر هذا واحدًا من رؤوس الكلاب، وهو جنس له رؤوس كلاب وأكل لحمًا بشريًا.»  كان من المقبول عمومًا في ذلك الوقت أن هناك عدة أنواع من الأجناس، Cynocephalus ، أو الأشخاص الذين يرأسون الكلاب، كونهم واحدًا من العديد من الأشخاص الذين يُعتقد أنهم يسكنون العالم.
صور الأسقف الألماني والشاعر والتر شباير متياس كريستوفر على أنه عملاق من نوع cynocephalic في أرض Chananeans يأكل اللحم البشري وينبح. في النهاية، التقى كريستوفر بالمسيح الطفل، وندم على سلوكه السابق، ونال المعمودية. هو أيضًا تمت مكافأته بمظهر بشري، حيث كرس حياته للخدمة المسيحية وأصبح من ابطال المسيح، أحد القديسين الجنود.

## لوحات متياس كريستوفر

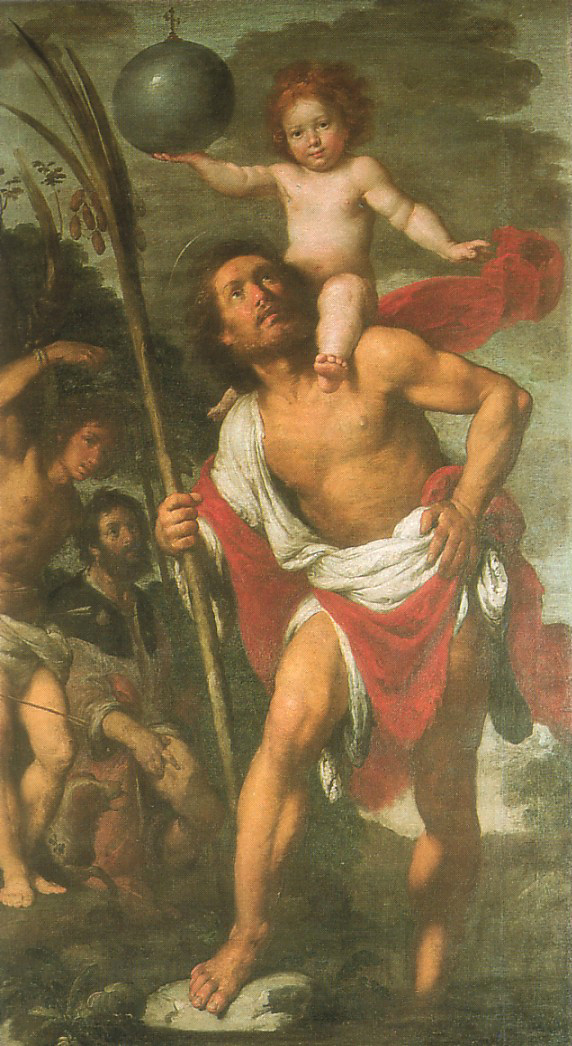
أبرشية ألمينو سان سالفاتور  [لغات أخرى]‏ ( بيرغامو ) ، إيطاليا.
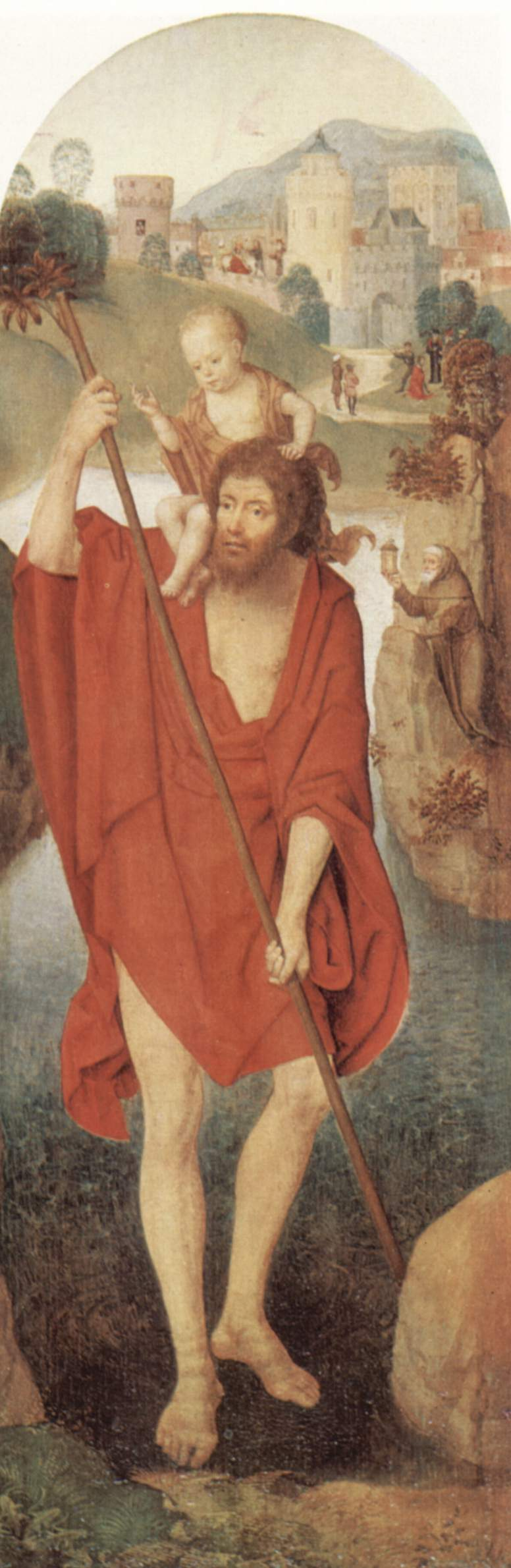
سانت كريستوفر بواسطة هانز ميملينج ، كاليفورنيا. 1480
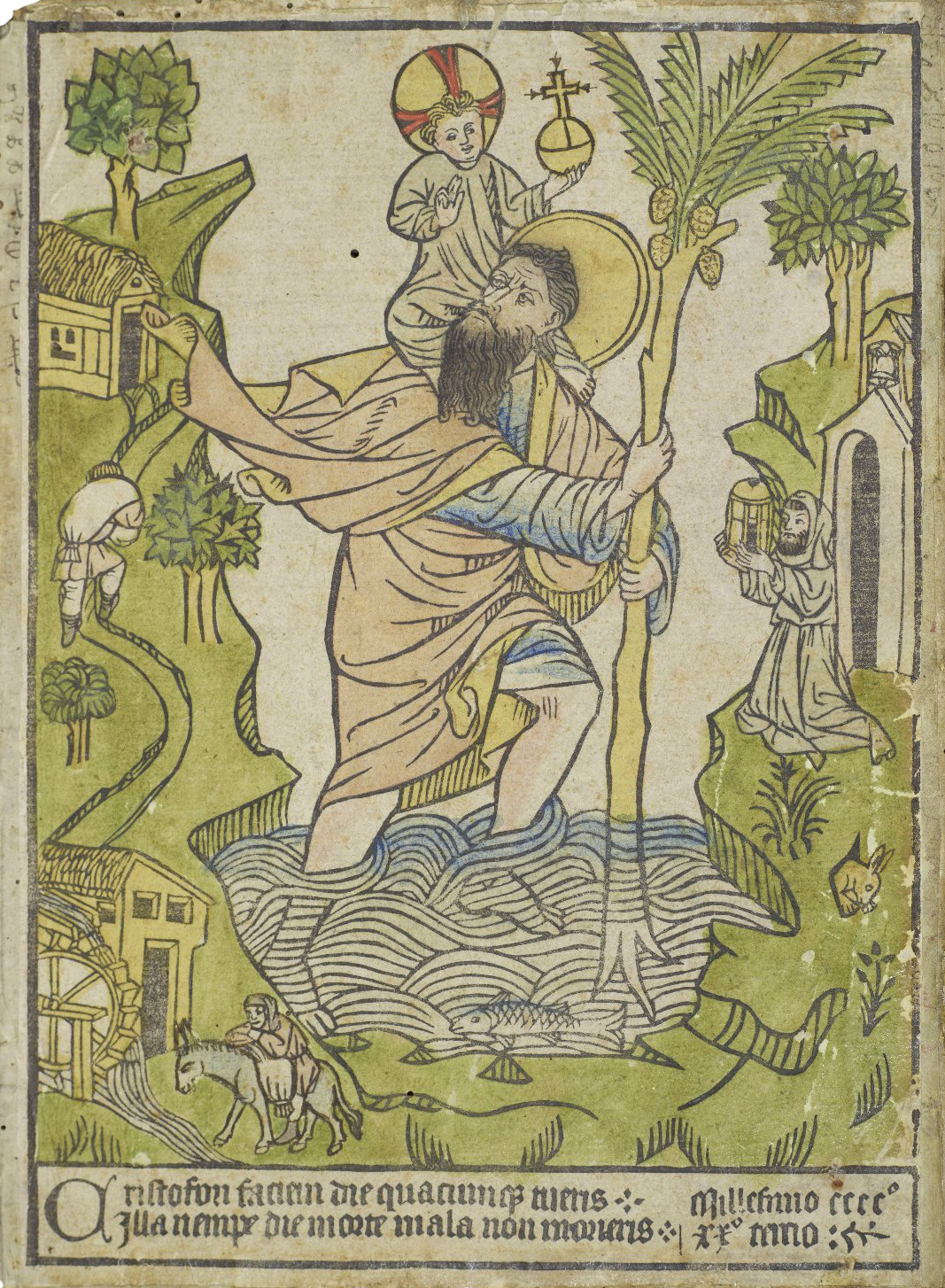
أقدم نقش خشبي معروف ، 1423 ، بكسهايم ، مع التلوين اليدوي
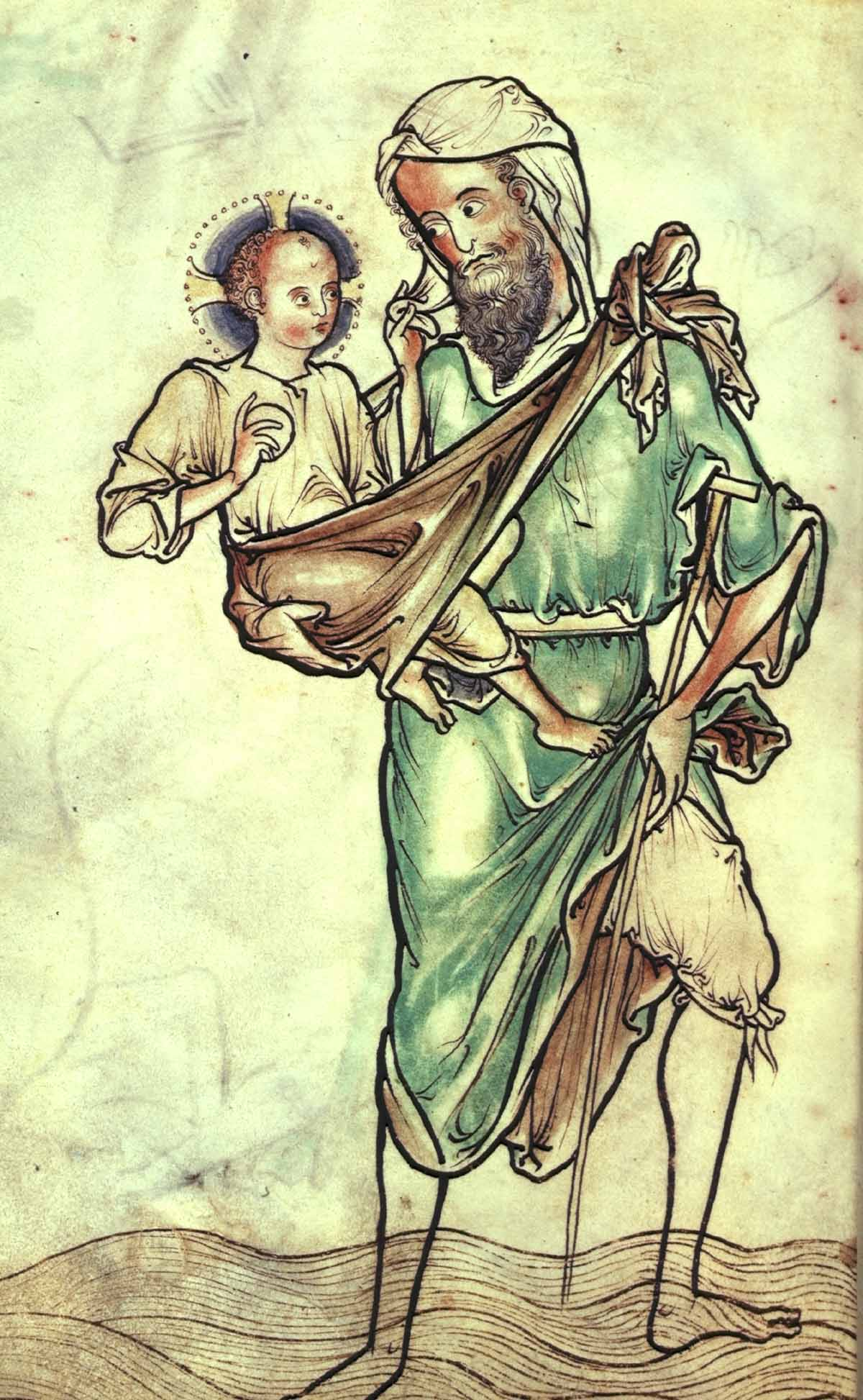
سانت كريستوفر ، من سفر المزامير وستمنستر  [لغات أخرى]‏ ، ج. 1250

## في الثقافة الشعبية
- شاهد القديس كريستوفر في الثقافة الشعبية

## مرتبة الشرف
جزيرة سانت كريستوفر في القارة القطبية الجنوبية سميت على اسم القديس.

## روابط خارجية
- سانت كريستوفر - موقع إلكتروني يحتوي على معلومات ومراجع عن القديس كريستوفر
- "The Life of Saint Christopher" ، The Golden Legend or Lives of the Saints ، Temple Classics ، 1931 (جمعها Jacobus de Voragine ، ترجم بواسطة William Caxton) في كتاب جامعة Fordham للقرون الوسطى
- القديس كريستوفر في موقع الويب المسيحي الأيقوني
- سانت كريستوفر في الأسطورة الذهبية : أصل لاتيني ، ترجمة إنجليزية (كاكستون)
- «آلام القديس كريستوفر» الأيرلندية
- نقش القديس كريستوفر بواسطة E. Sadeler من مجموعة De Verda
- فهم الكلب رأس أيقونة القديس كريستوفر في مجلة الفنون الأرثوذكسية.
- Chisholm, Hugh, ed. (1911). "Christopher, Saint" . Encyclopædia Britannica (بالإنجليزية) (11th ed.). Vol. 6. p. 295.